# Kenedi-jelentés
A Kenedi-jelentés a jelenleg (2008 ősze) is titkos, pártállami állambiztonsági iratokról szóló jelentés, nevét Kenedi János tudományos kutatóról kapta. Az állambiztonsági iratok átadását vizsgáló szakértői bizottság vezetésére 2007 nyarán kérte fel Gyurcsány Ferenc miniszterelnök Kenedi János tudományos kutatót.

## Kenedi-bizottság

### Tagjai
- Kenedi János
- Varga László, a Fővárosi Levéltár volt főigazgatója
- Ungváry Krisztián, az 56-os Intézet munkatársa,
- Sipos Levente, a Politikatörténeti Intézet tudományos tanácsadója,
- Ripp Zoltán, a Politikatörténeti Intézet osztályvezetője,
- Palasik Mária, a Történeti Levéltár tudományos kutatója,
- Reisz T. Csaba, az Országos Levéltár általános főigazgató-helyettese, aki 2007. szeptember 30-ával (az első határidővel) lemondott, helyére Baráth Magdolna, az Állambiztonsági Szolgálatok Történeti Levéltára munkatársa került.

### Feladata
A grémium feladata részben az volt, hogy tekintse át azokat a rendszerváltás előtti állambiztonsági iratokat, amelyeket még nem adtak át az Állambiztonsági Szolgálatok Történeti Levéltárának. Bár egy 2003-as törvény előírása szerint a hivataloknak minden 1990 előtt keletkezett állambiztonsági iratot külön jegyzékekbe kellett foglalni, voltak olyan iratok, amelyeknek meg kellett volna lenniük, de mégsem találták őket.

## A jelentés
A vizsgálat során a kutatók több kérdésben, például az iratok és a bennük szereplő adatok nyilvánosságra hozatalának formáiban, valamint a külföldieket is érintő akták megismerhetőségében nem értettek egyet, így a jelentés közös megállapításaihoz különvéleményüket is csatolták.
A Kenedi-jelentés dokumentációját 2008. szeptember 11-én adták át a bizottság Szilvásy Györgynek, a polgári nemzetbiztonsági szolgálatok irányításáért felelős tárca nélküli miniszternek.

## Külső hivatkozás
- Még a héten olvasható lesz a Kenedi-jelentés (magyar nyelven). Magyar Nemzet, 2008. október 8. [2008. október 11-i dátummal az eredetiből archiválva]. (Hozzáférés: 2008. október 10.)
- Nyilvános a Kenedi-jelentés (magyar nyelven). Blikk, 2008. október 11. [2008. október 14-i dátummal az eredetiből archiválva]. (Hozzáférés: 2008. október 15.)
- A Kenedi-bizottság jelentése a Magyar Elektronikus Könyvtár weboldalán (magyarul)
- Jelentés a jelentésről – Gyorskonferencia[halott link] – A Kenedi-jelentés-ről készített konferencia hanganyaga.
- Barczi Imre: A mágnesszalag-bizottság krónikája (magyar nyelven). Élet és Irodalom, 2010. január 22. (Hozzáférés: 2010. március 17.)
- Nyusztay, Máté: Barczi Imre informatikus találkozása a műveleti pendrive-val (magyar nyelven). Népszabadság, 2010. február 16. [2010. február 19-i dátummal az eredetiből archiválva]. (Hozzáférés: 2010. március 17.)